# Cabo Higuer

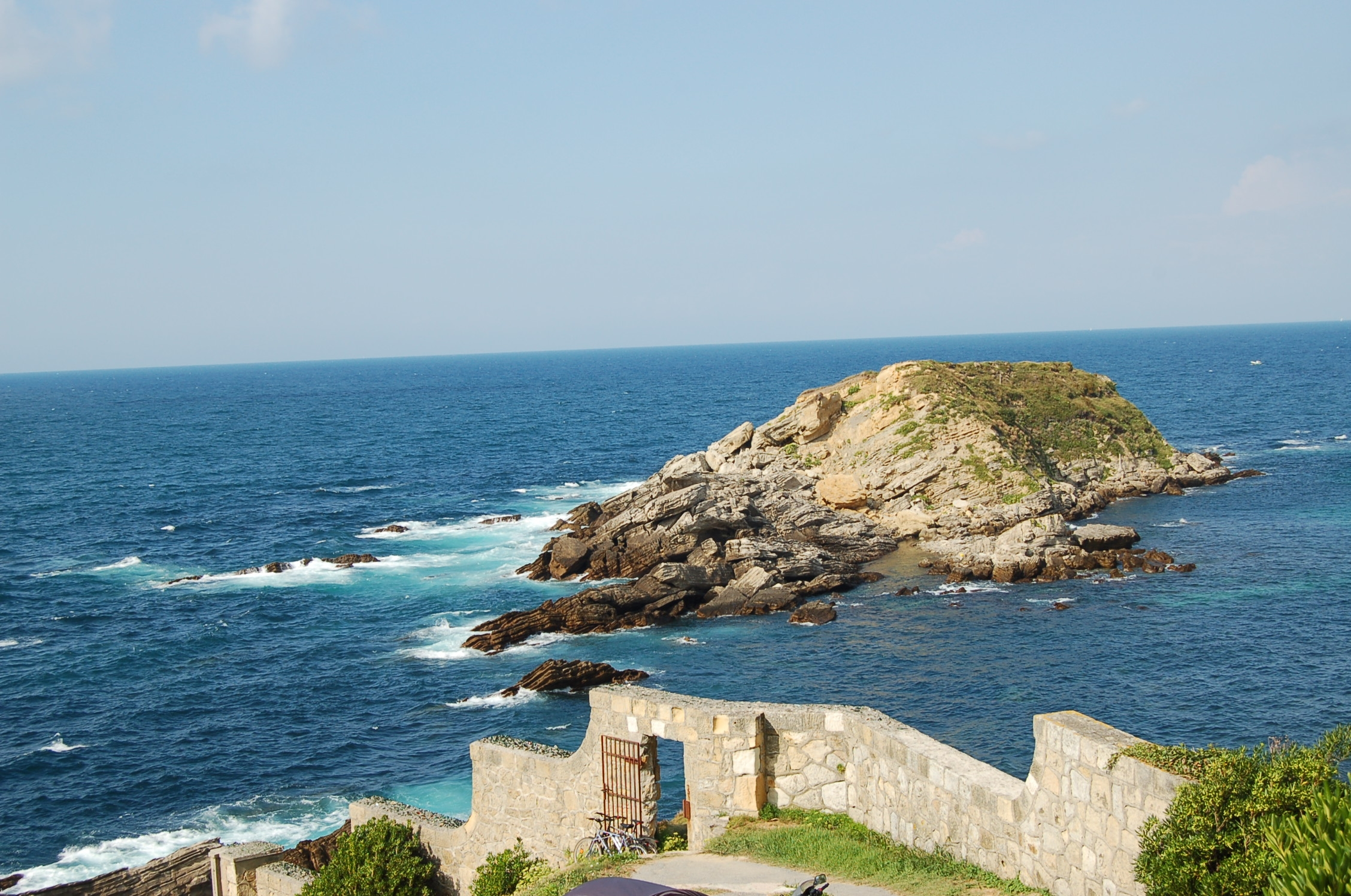
Costa sob o Cabo Higuer, perto de Hondarribia, País Basco, Espanha.

O Cabo Higuer é o cabo mais oriental do mar Cantábrico. Marca o confim noroeste dos Pirenéus. Aí começa o caminho pirenaico do GR-11. Fica a 4 km da povoação de Fuenterrabía.